# Ивановская (Вытегорский район)
Ивановская — деревня в Вытегорском районе Вологодской области.
Входит в состав Алмозерского сельского поселения (с 1 января 2006 года по 9 апреля 2009 года входила в Семёновское сельское поселение), с точки зрения административно-территориального деления — в Семёновский сельсовет.
Расположена на правом берегу реки Кочкомручей. Расстояние до районного центра Вытегры по автодороге — 77,5 км, до центра муниципального образования посёлка Волоков Мост  по прямой — 27 км. Ближайшие населённые пункты — Еремеевская, Койбино, Митино, Степановская.
По переписи 2002 года население — 18 человек.